# Cerodontha caudata
Cerodontha caudata är en tvåvingeart som beskrevs av Zlobin 1986. Cerodontha caudata ingår i släktet Cerodontha och familjen minerarflugor.
Artens utbredningsområde är Tadzjikistan. Inga underarter finns listade i Catalogue of Life.